# Хорватсько-австрійські відносини

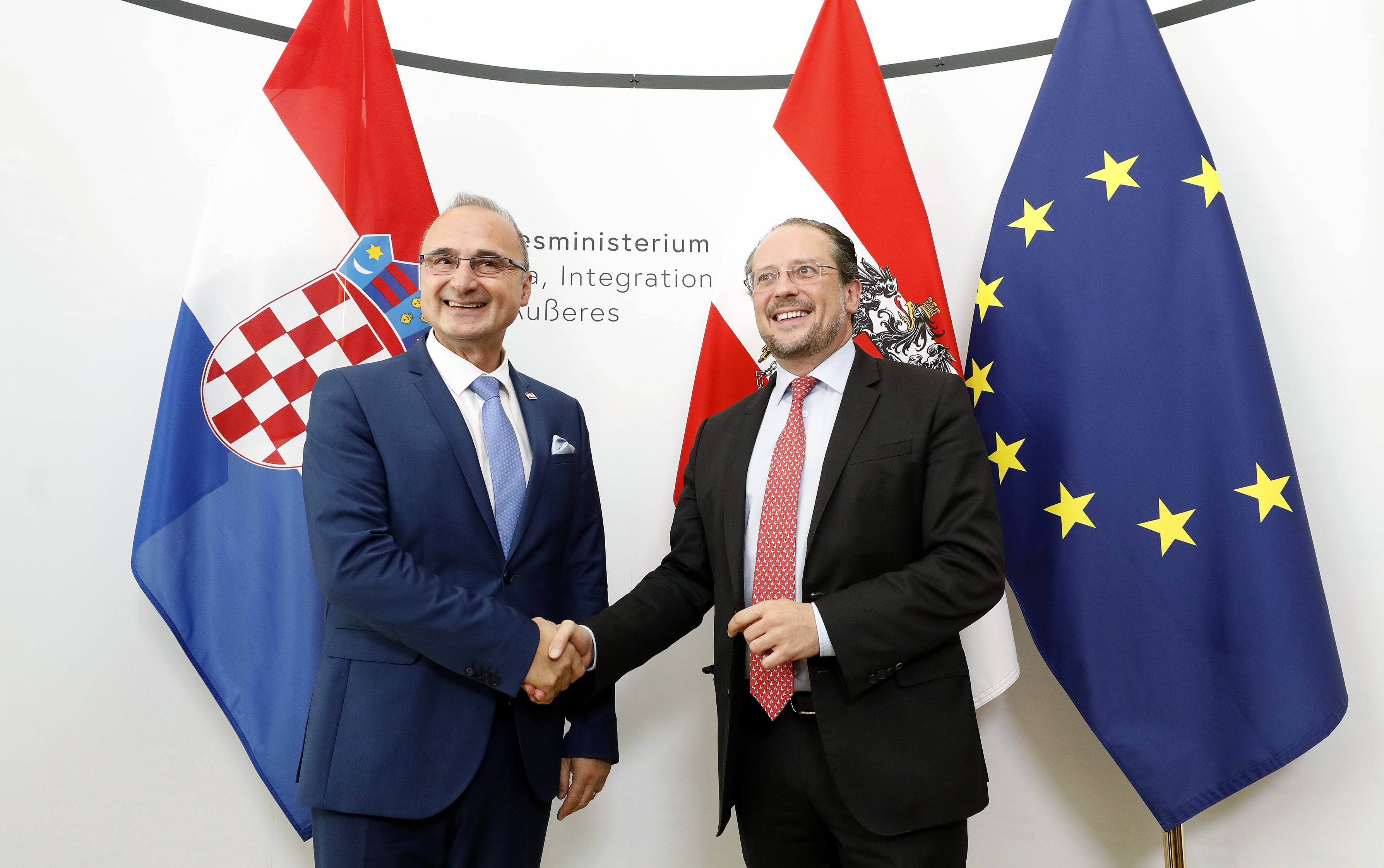
Зустріч міністра закордонних справ Хорватії Гордана Грлича-Радмана зі своїм австрійським колегою Александером Шалленбергом у Відні 13 вересня 2019

Хорватсько-австрійські відносини (хорв. Hhrvatsko-austrijski odnosi, нім. Kroatisch-österreichische Beziehungen) — історичні і поточні двосторонні відносини між Хорватією та Австрією.
Дипломатичні відносини між двома державами встановлено 15 січня 1992 в день міжнародного визнання незалежної Хорватії.
Хорватія має посольство у Відні та почесні консульства в Граці, Лінці, Санкт-Пельтені та Зальцбурзі. Австрія ж має посольство у Загребі, генеральне консульство в Рієці, консульство в Спліті, а також Офіс координатора співробітництва в галузі освіти, Австрійський культурний форум, Офіс зовнішньої торгівлі, Офіс аташе з питань сільського господарства і навколишнього середовища та Офіс взаємодії поліції в Загребі.
Хорвати і австрійці майже 400 років жили в одній і тій самій державі: спочатку в Габсбурзькій монархії (1527—1804), потім в Австрійській імперії (1804—1867) та Австро-Угорській імперії (1867—1918), де від компромісу 1867 року до падіння 1918 року під владою Австрії перебували хорватські області Істрія і Далмація.
В Австрії проживає близько 120 000 хорватів, із яких 56 785 мають хорватське громадянство. Найбільш упізнаваною групою австрійських хорватів є градищанські хорвати, які живуть в австрійській землі Бургенланд. 297 австрійців Хорватії офіційно визнані Конституцією Хорватії меншиною і тому мають своє постійне місце в хорватському парламенті.
Обидві країни є повноправними членами Європейського Союзу.

## Порівняльні дані країн
|                   | Австрія                                                           | Хорватія                                                   |
| ----------------- | ----------------------------------------------------------------- | ---------------------------------------------------------- |
| Населення         | 8.902.600                                                         | 4.154.200                                                  |
| Площа             | 83.879 км2                                                        | 56.594 км2                                                 |
| Густота населення | 106/км2                                                           | 75,8/км2                                                   |
| Столиця           | Відень                                                            | Загреб                                                     |
| Найбільше місто   | Відень — 1.888.776 (агломерація 2.600.000)                        | Загреб — 688.163 (агломерація 1.113.111)                   |
| Устрій            | федеративна парламентська республіка                              | унітарна парламентська республіка                          |
| Поточний керівник | президент Александер ван дер Беллен канцлер Александер Шалленберг | президент Зоран Міланович прем'єр-міністр Андрей Пленкович |
| Офіційна мова     | німецька                                                          | хорватська                                                 |

## Історія

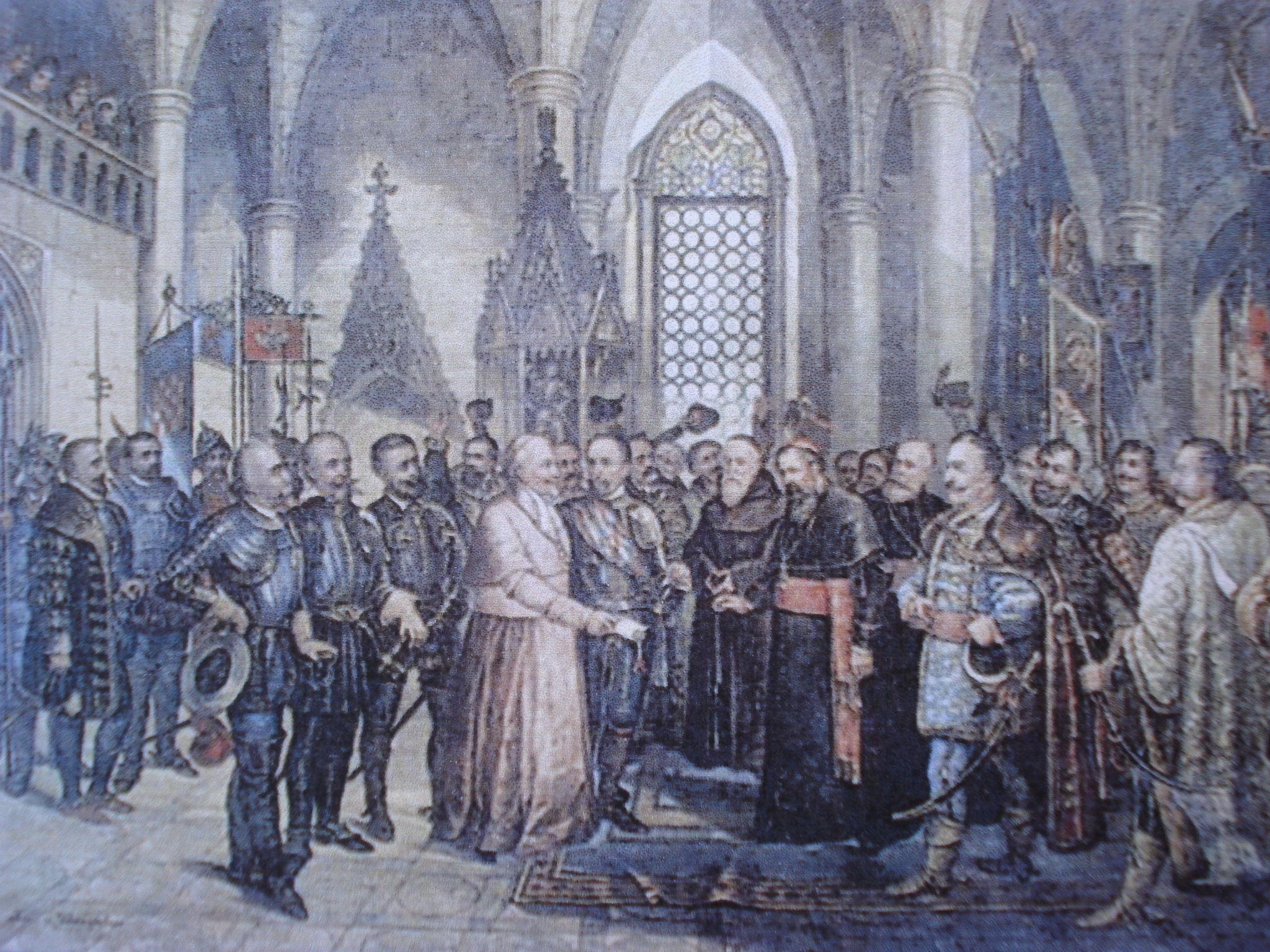
Хорватська знать на виборах у Цетині 1527 року обрала Фердинанда I з дому Габсбургів королем Хорватії

Після смерті короля Людовика II при Могачі в Угорському королівстві сталася монархічна криза. Хорватський парламент, засідаючи 1527 року в Цетинському замку обрав Фердинанда I з династії Габсбургів новим правителем Хорватії за умови, що він оборонить Хорватію від Османської імперії під час Хорватсько-османської війни, поважаючи її політичні права, хоча той пізніше не дотримав цієї обіцянки.
Більшість нового і новітнього часу австро-хорватські відносини були тісними. Кілька героїв хорватської історії та культури були австрійського походження, і ця країна була в 1990-х роках однією з головних прибічниць визнання Хорватії після проголошення нею незалежності.
Австрія вплинула також на розвиток освіти в Хорватії. Перші гімназії в Загребі (1607), Рієці (1627) і Вараждині (1636) заснували єзуїти з Відня.
Багато знаменитих хорватів, як-от Янко Драшкович, Димитріє Деметра, Людевіт Гай, Станко Враз, Ватрослав Лисинський, Благоє Берса, Божидар Широла, Яков Готовац, Іван Зайц та Іван Мештрович здобули вищу освіту в університетах Відня і Граца.

## Економічні відносини та туризм
У Хорватії є понад 700 австрійських фірм.
Австрія також найбільший зарубіжний інвестор у Хорватії з понад 7 мільярдами євро, вкладених за період із 1993 по 2014 рік. Співпраця між австрійськими та хорватськими підприємцями найчастіше відбувається у сфері металу, електротехнічної промисловості, деревообробної, текстильної і взуттєвої промисловості та харчової галузі у вигляді виробництва здорової їжі.
Хорватія та Австрія є засновниками і членами Робочої групи Альпи-Адріатика. Цілями цієї організації є взаємне спілкування, обговорення і координація точок інтересів держав-членів, розвиток співробітництва та обмінів в Альпійсько-Адріатичному регіоні, зміцнення центральноєвропейської культурної ідентичності та участь у процесах європейського співробітництва та інтеграції. Основні напрями співпраці — спорт, туризм, охорона довкілля, єднання міст, збереження культурно-рекреаційних просторів, культура і наука та європейська інтеграція.
Австрійська знать почала відвідувати хорватське узбережжя в 1880-х роках. Серед австрійської імператорської родини та знаті стало модно їздити в Опатію. Незабаром було збудовано багато розкішних готелів і вілл. Перший люксовий готель — «Quarnero» (нині «Гранд-готель Кварнер») споруджено 1884 року за планами віденського архітектора Франца Вільгельма. Готель «Kronprinzessin Stephanie» було відкрито 1885 року. На відкритті були присутні наслідна принцеса Стефанія, на честь якої названо готель, та її чоловік наслідний принц Рудольф. У 1887 році Генріх фон Літтроу заснував в Опатії яхт-клуб «Union Yacht Club Quarnero», який був першим вітрильним клубом на Адріатиці. 1889 року австрійський уряд офіційно оголосив Опатію першим кліматичним морським курортом на Адріатиці. І сьогодні австрійці є одними з найчастіших відвідувачів хорватського узбережжя, а хорвати — частими відвідувачами австрійських гірськолижних курортів. 2018 року 1,37 млн австрійських туристів відвідали Хорватію. На них припало 7,065 млн діб проживання, тим самим вони за загальною чисельністю ночівель серед іноземних постояльців поступаються тільки німецьким і словенським туристам.

## Хорватські (культурні) організації в Австрії

Хорватське посольство у Відні

Нині в Австрії існує значна кількість хорватських установ. Ось деякі з них:
- Хорватський культурний центр
- Бургенландський хорватський центр
- Науковий інститут бургенландських хорватів
- Хорватська культурна асоціація в Бургенланді
- Хорватсько-бургенландське культурне об'єднання
- Хорватська асоціація преси Айзенштадта — видає тижневик «Хорватська газета» (хорв. Hrvatske novine), щорічний календар, а також книжки градищансько-хорватською мовою
- Хорватська література
- Хорватський культурно-документаційний центр друкує підручники для потреб хорватських двомовних шкіл у Бургенланді
- Хорватське культурне товариство — видає газету «Хорватський часопис» (хорв. Hrvatsko glasilo)

Бургенландські хорвати мають усілякі власні газети, радіо, новинні портали (як kroativ.at) та телепрограми в рамках ORF.
Хорватська католицька місія у Відні — це також дуже активна релігійна культурна організація.
Матиця хорватська має відділення у Відні.

## Освіта хорватів в Австрії
У деяких австрійських школах проводяться уроки хорватської мови. У Гросварасдорфі є двомовна початкова школа. Викладання хорватської ведеться в трьох гімназіях в Оберпуллендорфі та Айзенштадті. У Відні та Бургенланді є кілька дитсадків, у яких маленькі дітки можуть вивчати або вдосконалювати хорватську.

## Інше
Міністр закордонних справ Австрії Себастьян Курц першою після свого призначення на цю посаду відвідав Хорватію. 20 грудня 2013 року він зустрівся в Загребі з міністром закордонних і європейських справ Хорватії Весною Пусич.
Ще 1955 року в Загребі було засновано «Австрійський культурний форум» — організацію, що пропагує в Хорватії австрійську культуру та німецьку мову.

## Дипломатія
| Республіка Австрія - Загреб (посольство) | Республіка Хорватія - Відень (посольство) |